# Nosopsyllus philippovi
Nosopsyllus philippovi är en loppart som först beskrevs av Zagniborodova et Mikulin 1957.  Nosopsyllus philippovi ingår i släktet Nosopsyllus och familjen fågelloppor.

## Underarter
Arten delas in i följande underarter:
- N. p. philippovi
- N. p. rashtii